# Elsa Hosk
Elsa Anna Sofie Hosk, född 7 november 1988 i Västerleds församling i Stockholm, är en svensk fotomodell. 
Hosk växte upp i Höglandet i Bromma till och med 15 års ålder och därefter i intilliggande Nockeby i Bromma. Hon gick på Enskilda Gymnasiet vid Tegnérlunden i Stockholm. Hosk var vid 12 års ålder en av de 10 bästa kvinnliga basketspelarna i Storstockholm och spelade för Stockholm och Sverige i Nordiska Skolspelen 2001. Moderklubb är Harem Basket. 2021 fick Hosk en dotter tillsammans med entreprenören Tom Daly.

Vid 13 års ålder anmälde Hosks far henne till två modellagenturer i Sverige, Mikas och Stockholmsgruppen, där Mikas valde att skriva kontrakt med henne. Vid 14 års ålder 2003 blev hon uttagen av den japanska modellagenturen Donna att arbeta i Tokyo under en månad. Under grundskole- och gymnasietiden fortsatte hon att arbeta som fotomodell vid sidan av skolan och hon blev 2005 och 2006 nominerad till årets modell i Sverige.
Elsa Hosk har anlitats av bland andra Dior, Guess, Victoria's Secret, Dolce & Gabbana, Vagabond, Tiger, Ungaro, Fornarina, Giambattista Valli och Undercover. Hon har fotograferats för bland andra Elle, High Fashion, V-Magazine, Madame, Bon och Plaza. Hosk har även figurerat i reklam för ACO. Hon är även modell för Victoria's Secret och är sedan 2011 deras talesperson för PINK.